# Bad Blood (album)
Bad Blood je hudební debutové album skupiny Bastille, vydané 4. března 2013. Album bylo nahráno v Londýně a jeho producenty jsou Dan Smith a Mark Crew.
Rozšířená verze alba, All This Bad Blood, byla vydána 25. prosince 2013.

## Seznam skladeb
Všechny skladby napsal Dan Smith.
| Pořadí | Název                      | Délka |
| ------ | -------------------------- | ----- |
| 1.     | Pompeii                    | 3:34  |
| 2.     | Things We Lost in the Fire | 4:00  |
| 3.     | Bad Blood                  | 3:32  |
| 4.     | Overjoyed                  | 3:26  |
| 5.     | These Streets              | 2:55  |
| 6.     | Weight of Living, Pt. II   | 2:54  |
| 7.     | Icarus                     | 3:45  |
| 8.     | Oblivion                   | 3:16  |
| 9.     | Flaws                      | 3:38  |
| 10.    | Daniel in the Den          | 3:08  |
| 11.    | Laura Palmer               | 3:06  |
| 12.    | Get Home                   | 3:11  |

## Obsazení

### Bastille
- Dan Smith – zpěv, klávesy, perkuse, aranžmá strunných nástrojů
- Kyle Simmons – klávesy, perkuse, vokály
- Will Farquarson – bass-kytara, klávesy, akustická kytara, vokály
- Chris "Woody" Wood – bicí, vokály

### Technický personál
- Mark Crew – mix, produkce, programování
- Dan Smith – produkce, programování
- Mark 'Spike' Stent – mix
- Bob Ludwig – mastering
- Nick Burgess – repertoár
- Polly Comber – management
- Josh Smith – management
- Matty Green – asistent

### Další hudebníci
- Mark Crew – klávesy, aranžmá strunných nástrojů
- Verity Evanson – cello, aranžmá strunných nástrojů
- Juliet Lee – housle
- Sophie Lockett – housle
- Gemma Sharples – housle
- Willemijn Steenbakkers – housle
- Alexandra Urquhart – viola
- Richard Phillips – cello
- Dave DeRose – bicí
- Ian Dudfield – vokály
- Ralph Pelleymounter – vokály
- Josh Platman – vokály
- Jon Willoughby – vokály